# Smena-8M

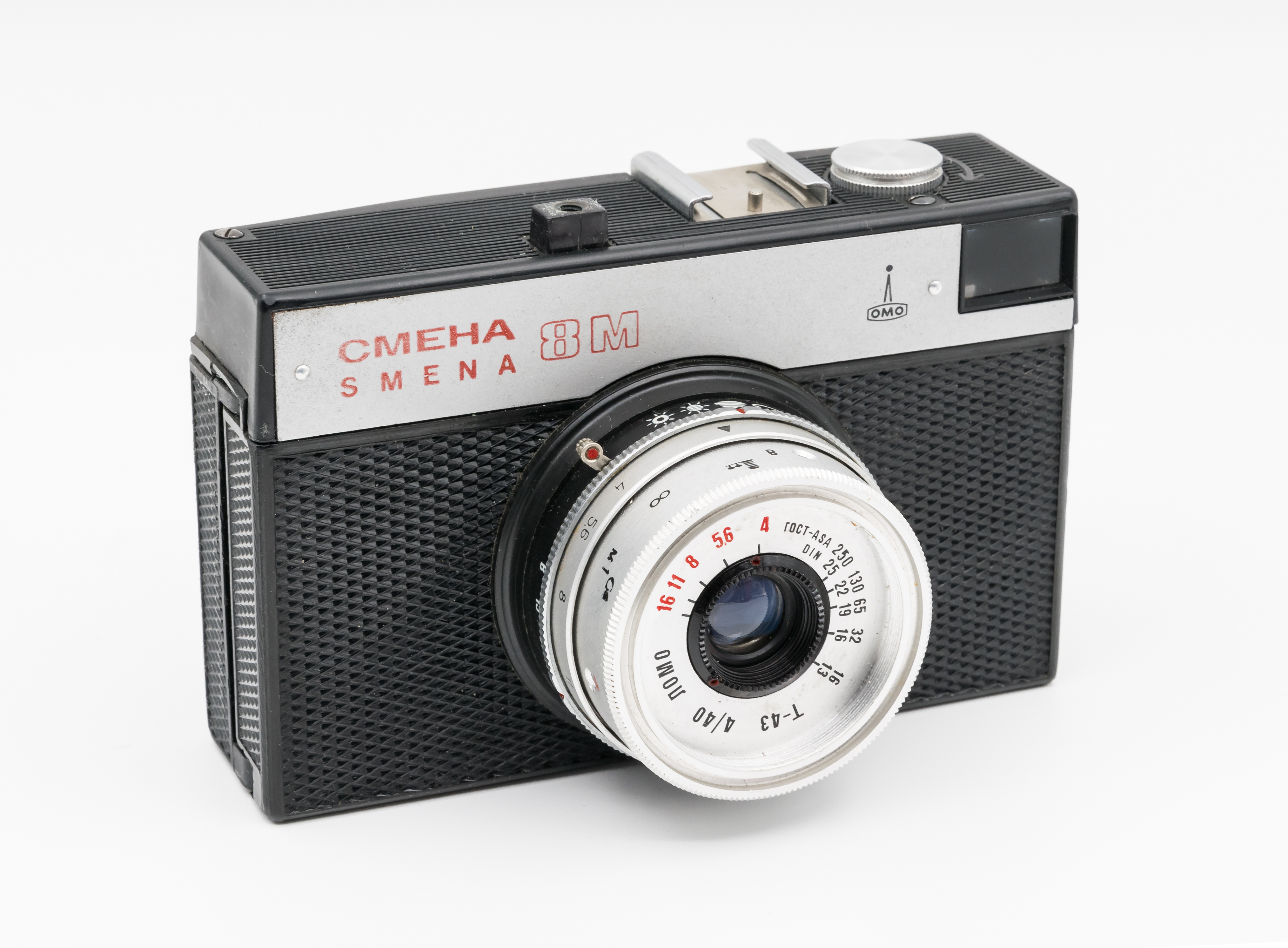
Smena 8M.

A Lomo Smena 8M é uma câmera soviética produzida nos anos 70 e que hoje é utilizada pelos amantes da lomografia e da fotografia lo-fi. Construída em plástico e alumínio, é extremamente leve e versátil. Exposição e foco calculados por meio de um sistema de símbolos (sol, nuvens, distancias). Funcionamento totalmente mecânico. O contador de frames é considerado por muitos como inútil devido à sua baixa precisão.

## Especificações
- Lente: Triplet 43, 40 mm, f/4, 3 elementos
- Distância Focal: 1 m - infinito,
- Velocidades do obturador: B, 1/15, 1/30, 1/60, 1/125, 1/250
- Diafragma de 3 lâminas
- Aberturas do diafragma: f/4, f/5.6, f/8, f/11, f/16
- Filme: filme 35 mm
- Tamanho: 70 x 100 x 60 mm
- Peso: 289 g